# Otávio Bonfim

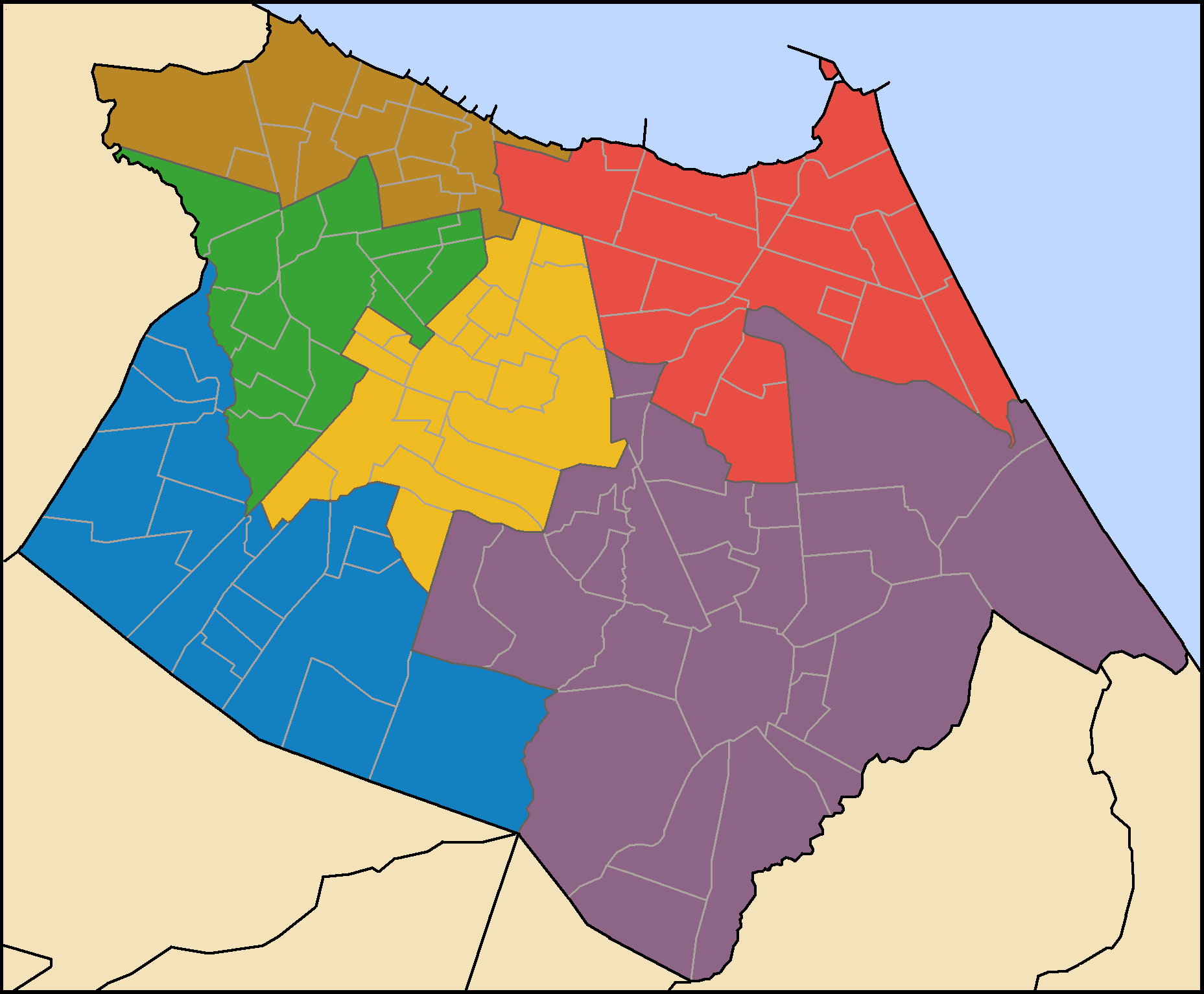
Localisation du SER I (en brun):
SER I
SER II
SER III
SER IV
SER V
SER VI

Otávio Bonfim (officiellement Farias Brito) est un quartier de la ville de Fortaleza, au Brésil. Il est situé dans le secrétariat exécutif régional (SER) I.